# Aeroportul Santa Paula
Aeroportul Santa Paula (IATA: SZP, ICAO: KSZP, FAA LID: SZP) este un aeroport din California, Statele Unite ale Americii ce deservește zona Santa Paula⁠(d). A fost numit după zona deservită.
Situat la o altitudine de 74 m, aeroportul dispune de 1 pistă.

## Infrastructură

### Piste
Aeroportul dispune de o singură pistă. Pista 04/22 are suprafața de asfalt și dimensiunile 2.713 picioare × 60 picioare. 